# NCSM Goose Bay (MM 707)
Le NCSM Goose Bay (MM 707) est un navire de défense côtière canadien de la classe Kingston. Il porte le nom de la ville de Goose Bay au Labrador.

## Historique
Le NCSM Goose Bay est mis en chantier au chantier naval de Halifax (Halifax Shipyards) le 22 février 1997. Lancé le 4 septembre 1997, il est affecté aux Forces maritimes de l'Atlantique depuis le 26 juillet 1998.
Aux côtés du NCSM Montréal et de l'USCGC Alder, il participe à l'opération Nanook 2010.